# Городецкий пряник

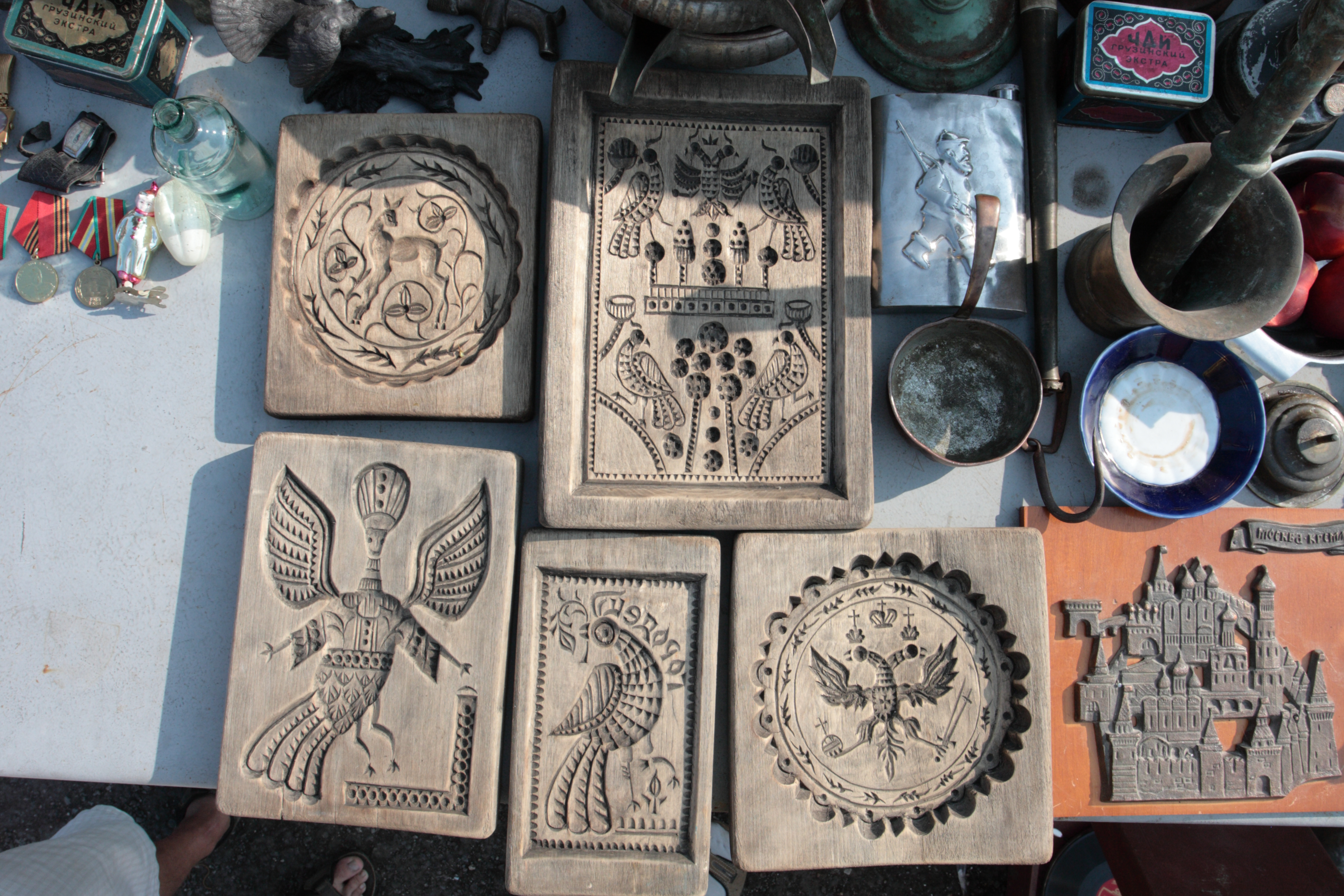
Пряничные доски городецких пряников.

Городецкий пряник — региональная разновидность русского печатного пряника, выпекался в городе Городце и окрестных селениях.
Известен по меньшей мере со второй половины XVIII века. В XVIII—XIX веках Городец был крупнейшим пряничным центром Нижегородской губернии. Сладкий промысел вели, в основном, местные старообрядцы (Бахаревы, Лемеховы, Беляевы  и др.).
Городецкие пряники были различных размеров, зачастую весьма внушительные: В. И. Даль указывает, что до пуда весом. Городецкие пряничники торговали ими на Нижегородской ярмарке.
Городец был также центром резьбы по дереву, здесь изготавливали т. н. «пряничные доски» для пряников — и поставляли их в другие города, где существовало производство печатных пряников.
Промышленное производство пряников под данным брендом, угасшее в советское время, было возобновлено, причём в июле 2008 года в Городце открылся музей пряника (ул. Ленина, 2).
Современный городецкий пряник, в отличие от тульского, глазируется как сверху, так и снизу.